# Paul Cottancin
Rémi Jean Paul Cottancin est un ingénieur français, né le 12 janvier 1865 à Reims (Marne) et mort à Tanger le 7 avril 1917,.

## Biographie
Après avoir suivi les cours au collège Chaptal, il entre 40e sur 217 à l'École centrale des arts et manufactures, à Paris. Il en sort ingénieur, spécialité «Mécanicien», en 1886.
En 1888, il habite au 22 rue Chaligny où il s'est établi comme ingénieur et représentant de M. J. Monier fils (entreprise générale de travaux en ciment), Paris. Il y reste dix ans avant de s'établir au 47 boulevard Diderot.
En mars 1889, il dépose un premier brevet après avoir analysé les procédés de construction américains. Il avait remarqué que pour ceux-ci les éléments métalliques devant travailler en traction n'ont aucune solidarité avec le béton, à part la liaison incertaine par l'adhérence.
Membre de la Société des ingénieurs civils depuis sa sortie de l'école, il fait une présentation le 15 février 1889 sur le principe et les caractéristiques des constructions en ciment armé pour éveiller l'attention des professionnels sur ce nouveau matériau. Il indique «ce système est donc un des plus rationnels puisqu'il fait travailler les deux corps employés de la façon la plus avantageuse : le fer, à la traction, et le ciment, à la compression. Cette dernière matière, par son étanchéité, protège le fer et le conserve indéfiniment dans un état parfait. Ainsi les dalles avec ossature, brisées après cinq ou six ans, ont montré la teinte bleutée du fer due au décapage par la chaux avant la prise complète du mortier».
Le principe du système repose sur deux hypothèses :
1. le béton, dans tous les cas, ne travaille qu'à la compression,
2. la liaison entre les divers éléments métalliques et le mortier doit être indépendante de l'adhérence, qui peut faire défaut, pour des causes difficiles à prévoir.

Cette liaison est obtenue par un réseau métallique tissé dont chaque maille forme une frette autour du solide qu'elle emprisonne. Pour des dalles de grande portée, elles sont soulagées par des nervures appelées épines-contreforts. Ces épines sont placées au-dessus et en dessous du panneau qu'elles supportent. L'armature de ces nervures est constituée d'après le même principe que les dalles : le treillis, placé verticalement, se compose de mailles se raccordant, sans solution de continuité, avec l'ossature du panneau. L'épine-contrefort est assimilée à une poutre à treillis américaine.
En 1890, Paul Cottancin fait réaliser des essais à une série de plaques à l'École nationale des ponts et chaussées. Son principe est appliqué, par l'entreprise qu'il a créée, sur plusieurs ouvrages construits en collaboration avec l'architecte Anatole de Baudot.

## Ouvrages construits suivant le système Cottancin
- Restauration des planchers du château de Blois en 1893,
- Maison de Paul Cottancin, à l'angle des rues de Lonchamp et Pomereu, architecte: Anatole de Baudot, 1892
- Plancher d'atelier du 125, rue de Montreuil,
- Planchers du lycée Victor Hugo, rue de Sévigné, à Paris, architecte: Anatole de Baudot, 1894-1896.
- Salle des fêtes du café Globe,
- Plancher de l'usine Schweitzer prévu pour une surcharge de 1000 kg/m²,
- Église Saint-Jean-de-Montmartre, architecte: Anatole de Baudot, 1894-1904
- Methodist Church (1902 - 1907) à Exeter, Royaume-Uni,
- Pont-route au Portugal,
- Théâtre de Tulle,
- Immeuble Lavirotte, 29, avenue Rapp, architecte: Jules Lavirotte, céramiste : Alexandre Bigot, 1901
- Hôtel particulier d'Anatole de Baudot,
- La Sadikia à Tunis,
- les fondations du casino d'Enghein,
- les toitures du château de Rochefort-en-Yvelines,
- le réservoir de Montretout,
- le réservoir des Deux-Portes, à Louveciennes.